# يوحنا الرابع الطربزوني
يوحنا الرابع ميغاس كومنينوس هو إمبراطور طرابزون البيزنطي من 1429 حتى وفاته. كان أبن الإمبراطور السابق إليكسيوس الرابع من طرابزون وثيودورا كانتاكوزين.

## حياته وحكمه
بدأ يوحنا الرابع حكمه بمعاقبة القتلة الجسديين لوالده، ثم دفن والده في الولاية في كاتدرائية العاصمة. تميز عهده بالمحاولات المستمرة للدفاع عن طرابزون من جيرانها التركمان والإمبراطورية العثمانية المتزايدة العدوانية في الغرب.
في عام 1442م، أرسل السلطان العثماني مراد الثاني أسطولًا لنهب الشواطئ ومحاولة الاستيلاء على المدينة. لم تؤثر هذه الرحلة الاستكشافية بشكل خطير على طرابزون نفسها، لكنها هاجمت تبعيات طرابزون في شبه جزيرة القرم ودمرت جزئيًا بسبب عاصفة في رحلة العودة. لم يقم العثمانيون بهجوم آخر على إمبراطورية طرابزون حتى عهد السلطان التالي محمد الثاني.
وإدراكًا منه للتقدم العثماني ضد فلول الدولة البيزنطية المتبقية في موريا، حاول يوحنا الرابع تعزيز موقعه باللجوء إلى تقليد عائلي قديم؛ في نفس العام الذي سلم فيه ديفيد الجزية إلى محمد الثاني العثماني، قام يوحنا الرابع بتزويج ابنته ثيودورا (ديسيبينا خاتون) إلى أوزون حسن الذي تزوج جده فيما مضى من عائلة أباطرة طرابزون أيضاً.
سعى يوحنا الرابع كذلك للحصول على الدعم الغربي من خلال إقامة اتحاد مع الكنيسة الرومانية الكاثوليكية. في وقت مبكر من عام 1434م، كان قد رد على رسائل البابا أوجينيوس الرابع، في تناقض ملحوظ مع أباطرة طرابزون الأوائل، الذين تجاهلوا الرسائل البابوية. انضم مطران طرابزون إلى رجال الدين البيزنطيين في مجلس بازل-فيرارا-فلورنسا (1438-1439).
في مرحلة ما من فترة حكمه، واجه يوحنا الرابع كذلك هجومًا من قبل حاكم أردبيل (الشيخ جنيد الصفوي)، جد إسماعيل الصفوي، لكنه كان هجوم عابر غير مؤثر لمناعة أسوار طرابزون.

## عائلته
كان ليوحنا الرابع ابنة واحدة إسمها ديسيبينا خاتون (ثيودورا ميغال كومنين)، وهي نفسها زوجة أوزون حسن وأم ابنته حليمة بيجوم والتي تكون بدورها والدة الشاه المستقبلي (إسماعيل الصفوي)